# Peter Slaghuis
Peter Slaghuis (* 21. August 1961 in Rijswijk, Niederlande; † 5. September 1991) war ein niederländischer DJ und Musiker. Schon in den früheren Jahren machte er sich als Remixer einen Namen, später kamen noch eigene Produktionen dazu. Sein bekanntestes Projekt war Hithouse. Er starb im Sommer 1991 bei einem Autounfall.

## Musikalische Projekte

### Video Kids
Im Jahr 1984 bildete er mit Bianca Bonelli das Synth-Pop-Duo Video Kids. Die Ende 1984 erschienene Debüt-Single „Woodpeckers from Space“ erreichte im März 1985 auf Anhieb Platz 4 der deutschen Singlecharts. 1988 erschien die letzte Veröffentlichung „The Witch Doctor“. Im Jahre 1986 veröffentlichte er unter dem Pseudonym The Wiseguys seine einzige Maxi-Single Samplification. Auch unter seinem bürgerlichen Namen gab es zwei Single-Veröffentlichungen, die aber eher unbekannt blieben.

### Hithouse
Sein bekanntestes Projekt jedoch war Hithouse, die wörtliche Übersetzung seines niederländischen Nachnamens. Zu den größten Clubhits des Projekts zählen Jack to the Sound of the Underground sowie Move Your Feet to The Rhythm of the Beat. Aufgrund des Erfolges mit Hithouse gründete er 1990 seine eigene Plattenfirma namens Hithouse Records, deren Stil entgegen seinem Euro-House-Sound eher in Richtung Techno und Tech-House ging. Zu den bekanntesten Formationen, die unter Hithouse Records veröffentlicht wurden, gehört das von ihm und Paul Elstak gegründete Techno-Quartett Holy Noise. Ihre erste 12″-Veröffentlichung Father Forgive Them, vermutlich im Herbst 1990 erschienen, ist die letzte mit Peter Slaghuis. Alle weiteren Veröffentlichungen dieser Formation in den Jahren 1991 bis 1993 erschienen nach dem Tod von Peter Slaghuis.